# Pokolj kod Baćina 21. listopada 1991.
Pokolj kod Baćina je bio ratni zločin nad Hrvatima sela Baćina i Cerovljana (Gornji Cerovljani, Donji Cerovljani). 
Počinile su ga snage JNA (mahom sastavljene od Srba) i srpske milicije, dana 21. listopada 1991., u doba najžešćih borbi rata u Hrvatskoj.
Zločin su pobunjeni Srbi izvršili na lokaciji nedaleko od sela Baćina, kod Hrvatske Dubice, u središnjoj Hrvatskoj.
Za vrijeme velikosrpske agresije, to područje je bilo predmetom izravnih teritorijalnih pretenzija pobunjenih Srba i velikosrpskih krugova u Srbiji i BiH. 
Većina civila je napustila područje za vrijeme srpskih napada koji su počeli u rujnu 1991. Napadačima je zapovjedao osuđeni srpski ratni zločinac Milan Martić, a napadačke postrojbe su činile JNA, Teritorijalna obrana i t.zv. "Milicija RSK".
Oko 7. listopada, srpske snage su zauzele širu okolicu Hrvatske Kostajnice.
Oko 120 seljana Hrvata, mahom starije dobi je ostalo živjeti u selima oko Hrvatske Dubice, Cerovljanima i Baćinu. 
U jutro 20. listopada 1991., srpske postrojbe su odvele 53 seljana iz Dubice i držala ih u vatrogasnom domu. Za vrijeme dana i iduće noći, desetero njih je bilo pušteno zbog toga što su bili Srbi ili u svezi sa Srbima.
Idućeg dana, 21. listopada 1991., paravojne snage su odvele 43 osoba na mjesto u blizini sela Baćina. Najmanje 13 drugih ne-Srba civila se još dovelo na isto mjesto iz Cerovljana. Svih 56 je smaknuto na mjestu.
U isto vrijeme, pobunjeni Srbi su dovukli još 30 civila iz Baćina i 24 iz Dubice i Cerovljana te ih ubili na nepoznatoj lokaciji.
Događaje su opisali svjedoci na suđenju Slobodanu Miloševiću i ostalima na Haaškom sudu.

## Vanjske poveznice
- http://www.istraga.tv/bacin.htm  Arhivirana inačica izvorne stranice od 11. siječnja 2012. (Wayback Machine) -dokumenti o zločinu u selu Baćin  [neaktivna poveznica]